# Народный православный призыв
Народный православный призыв (более точный перевод — Народный православный сбор; греч. Λαϊκός Ορθόδοξος Συναγερμός; ΛΑΟΣ) — ультраправая националистическая политическая партия в Греции.
Партия была основана в 2000 году Георгиосом Каратзаферисом, исключённым из партии Новая демократия за радикальные высказывания. В 2004 году партии не удалось преодолеть трёхпроцентный барьер на парламентских выборах (она получила 162 103 (2,2 %) голосов), однако на прошедших в том же году выборах в Европарламент партия собрала 252 429 (4,12 %) голосов и провела одного депутата, которым стал Каратзаферис. В 2007 году партия сумела пройти в парламент, получив 271 764 (3,8 %) голосов и 10 депутатских мандатов. После этого успеха Каратзаферис покинул в Европарламент, где его сменил Георгиос Георгиу, и перебрался в греческий парламент. Партия добилась успеха на двух выборах 2009 года: парламентские выборы принесли партии 386 152 (5,63 %) голосов и 15 депутатских мандатов, а выборы в Европарламент — 366 615 (7,15 %) голосов и 2 депутатских места.
Идеология партии изначально основывалась на греческом национализме и поддержке ЭПЦ, но в настоящее время придерживается неопределённой позиции по вопросам гомосексуализма и отношения к евреям (в частности, в качестве депутата Европарламента Каратзаферис голосовал за принятие резолюции, осуждающей гомофобию, и участвовал в составлении резолюции об увековечении памяти жертв геноцида евреев). Партия противодействует процессу дальнейшей евроинтеграции Греции (в частности, партия выступала против принятия Европейской конституции и Лиссабонского договора), идее вступления Турции в Евросоюз, а также выступает за реформу иммиграционного законодательства и непризнание Республики Македонии под любым названием, содержащим слово «Македония». Партию активно поддерживает протестный электорат; велика поддержка партии в бедных слоях населения.
Четыре представителя ЛАОС вошли в сформированное в 2011 году правительство банкира Лукаса Пападимоса. После подписания антикризисного плана в партии произошел раскол, часть перешла в «Новую демократию», в том числе министры.
Высший орган — конгресс (Συνέδριο), между конгрессами — центральный комитет (Κεντρική Επιτροπή), между заседаниями центрального комитета — Политический совет (Πολιτικό Συμβούλιο), исполнительный орган — Исполнительный секретариат (Εκτελεστικό Γραφείο), высший контрольный орган — комитет по этике (Επιτροπή Δεοντολογίας), высшее должностное лицо — председатель (Πρόεδρος).
На досрочных парламентских выборах в мае 2012 года партия получила 183 467 (2,90 %) голосов, на внеочередных выборах в июне 2012 года — 97 099 (1,58 %). В обоих случаях в Парламент пройти не удалось.